# Stenostephanus laxus
Stenostephanus laxus là một loài thực vật thuộc họ Acanthaceae. Đây là loài đặc hữu của Ecuador. Môi trường sống tự nhiên của chúng là đồng cỏ nhiệt đới hoặc cận nhiệt đới vùng đất cao. Chúng hiện đang bị đe dọa vì mất môi trường sống.